# Ministero federale dell'interno
Il ministero dell'interno (in tedesco: Bundesministerium für Inneres) è un dicastero del governo federale austriaco deputato alla pubblica sicurezza, alla concessione della cittadinanza austriaca, all'organizzazione di elezioni, petizioni popolari e referendum, e alla gestione del servizio civile nazionale.
L'attuale ministro è Gerhard Karner, in carica dal 6 dicembre 2021.

## Storia
Fino al 1848 gli affari interni dell'impero austriaco erano gestiti dalla Cancelleria istituita dall'imperatrice Maria Teresa, tuttavia il ministero viene fondato proprio in quell'anno con la denominazione imperiale e regio ministero dell'interno. Il primo ministro fu Franz von Pillersdorf.
Tra il 1918 e il 1920 è stato ridenominato in ufficio statale dell'interno, per poi essere fuso, nel 1923, con il ministero dell'educazione, assumendo la denominazione di ministero dell'interno e dell'educazione.
Nel secondo dopoguerra assume l'attuale denominazione: ministero federale dell'interno.
Nel 2019 il ministro Herbert Kickl è stato sfiduciato dal cancelliere Sebastian Kurz e gli è succeduto provvisoriamente Eckart Ratz, fino all'insediamento del governo di Brigitte Bierlein, che ha nominato Wolfgang Peschorn ministro dell'interno.